# Héricourt-sur-Thérain
Héricourt-sur-Thérain is een gemeente in het Franse departement Oise (regio Hauts-de-France) en telt 110 inwoners (2009). De plaats maakt deel uit van het arrondissement Beauvais.

## Geografie
De oppervlakte van Héricourt-sur-Thérain bedraagt 4,3 km², de bevolkingsdichtheid is dus 25,6 inwoners per km².
De onderstaande kaart toont de ligging van Héricourt-sur-Thérain met de belangrijkste infrastructuur en aangrenzende gemeenten.

## Demografie
Onderstaande figuur toont het verloop van het inwonertal (bron: INSEE-tellingen).